# Пламеницкая, Ольга Анатольевна
О́льга Анато́льевна Пламени́цкая (2 июня 1956, Киев — 15 февраля 2022, там же) — советский и украинский архитектор-реставратор, кандидат архитектуры, доцент. 
Директор Украинского государственного института культурного наследия Министерства культуры Украины (2015-2019). Профессор Киевского национального университета строительства и архитектуры (2007-2017). Доцент Национальной академии изобразительных искусств и архитектуры (2007-2017). Действительный член Украинского национального комитета ICOMOS (2000-2012). Председатель, заместитель председателя Научно-методического совета по охране культурного наследия Министерства культуры Украины (2014-2015). Профессор Харьковской школы архитектуры. Главный редактор научного сборника "Культурное наследие". Член Национального союза архитекторов Украины (с 1988). Лауреат премии в области градостроительства и архитектуры имени И.Моргилевского (1999), лауреат Международной премии им. профессора Яна Захватовича Польського национального комитета ICOMOS за работы в области ревалоризации памятников (2001). Награждена Почетной грамотой Министерства культуры Украины, Благодарностью Киевского городского головы, орденом "Знак почета" Каменец-Подольского горсовета за сохранение и реставрацию памятников архитектуры Каменца-Подольского.
Дочь народного художника Украины Анатолия Пламеницкого и архитектора-реставратора Евгении Пламеницкой.
Закончила Киевский государственный художественный институт (ныне Национальная академия изобразительных искусств и архитектуры) (1980), аспирантуру Киевского НИИ градостроительства (1984). Кандидатская диссертация "Эволюция средневекового жилища Каменца-Подольского в градостроительном контексте". С 1984 до 2006 работала в Киевском НИИ теории и истории архитектуры и градостроительства (с 1990 - начальником отдела проблем реставрации и адаптации памятников архитектуры). В 2006-2007 гг. работала в Министерстве регионального развития и строительства начальником отдела научно-методического обеспечения реставрационных работ.
Изучает средневековую архитектуру и градостроительство Западной Украины, архитектурно-градостроительное наследие Подолии, средневековую фортификацию. Соавтор  (с Е.М.Пламеницкой) дако-римской концепции происхождения Каменца-Подольского.
Автор более 200 научных публикаций (в т.ч. 6 монографий), более 20 проектов реставрации и регенерации памятников архитектуры и градостроительства (оборонные стены и башни Старого замка  Польские ворота (соавтор Е.М.Пламеницкая), Францисканский монастырь в Каменце-Подольском, церковь-донжон в с.Сутковцы Ярмолинецкого района Хмельницкой области (соавтор Е.Пламеницкая).  Автор концепции регенерации Старого города, Перспективной программы консервационных и реставрационных работ Старого и Нового замков и Замкового моста в Каменце-Подольском, ряда историко-архитектурных опорных планов городов Украины и Крыма. Главный архитектор проекта Историко-архитектурного опорного плана г.Киева (2017).

## Избранные публикации
- Особенности средневековой застройки центра Каменца-Подольского // Архитектурное наследство. — № 33. — М.: 1985. — С.52-61.
- Средневековое жилище Восточной Европы XIII—XVII вв. (Москва, 1990).
- К вопросу об эволюции планировочной структуры Каменца-Подольского // Архитектурное наследство. — № 37. — М.: 1990. — С.48-57.
- Средневековая жилая застройка Каменца-Подольского // Архитектурное наследство. — № 37. — М.: 1990. — С.223-233.
- Стена. Комплекс сооружений на Замковой горе. XVII—XIX вв. — Памятники истории и культуры Винницкой области. — Выпуск 8. — Киев, 1990. — С. 194—198
- Замок в Сутковцах // Архитектурное наследство. — № 39. — М.: 1992. — С.148-155.
- Архітектура. Короткий словник-довідник.- К.: Будівельник, 1995 (у співавторстві).
- Фортечний міст Кам’янця-Подільского: хронологічна і типологічна атрибуція // Архітектурна спадщина України. — 1995. — № 2. — С. 21-33. (у співавторстві з Євгенією Пламеницькою).
- Пламеницька О.А. Регенерація історико-архітектурних заповідників: науково-методичні засади відтворення забудови / О.Пламеницька // Теорія та історія архітектури. – К., 1995. – № 1. – С. 150–163.
- Забудова Кам’янця-Подільського за мідьоритом К. Томашевича 1673—1679 рр.: до проблеми дослідження української ведути. — Київ: Українознавство, 1996. — 82-105 с.
- Пламеницька О. Забудова Кам'янця-Подільського за мідьоритом К.Томашевича 1673 – 1679 рр.: до проблеми дослідження української ведути / О.Пламеницька // Архітектурна спадщина України. – К.: Українознавство, 1996. – Вип. 3. – Ч. 1. – С. 82–105.
- Кам’янець-Подільський — місто на периферії Римської імперії: найдавніша урбаністична структура і фортифікації // Пам’ятки України. Історія та культура. — 1999. — № 4. — С. 1-80. (у співавторстві з Євгенією Пламеницькою).
- Пламеницька О. Про подільську архітектурно-урбаністичну школу з погляду історичної географії / О.Пламеницька // Теорія та історія архітектури і містобудування. – К.: НДІТІАМ, 1999. – Вип. 4. – С. 145 – 155.
- О хронологии и типологии средневекового оборонного зодчества Подолья // Архитектурное наследство. — № 43. — М.: 1999. — С.60-75.
- Християнські святині Кам’янця на Поділлі. — Київ: Техніка, 2001. — 301 с.
- Раковецький замок. XIV—XVII ст. // Пам’ятки України. — 2002. — № 3-4. — С. 34-36.
- Барський замок (недоступная ссылка) // Військово-історичний альманах. — 2002. — № 2(5). — С. 100-107.
- Пламеницька О.Особливості еволюції містобудівної структури Кам'янця-Подільського у ХІ – ХVІІ ст. / О. Пламеницька // Архітектурна спадщина України. – К.: НДІТІАМ – Головкиївархітектура, 2002. – Вип. 5. – С. 28 – 50.
- Пламеницька О. Еволюція функціональної програми середньовічного житла Кам'янця-Подільського / О.Пламеницька // Теорія та історія архітектури. – К., 2002. – Вип. 5. – С. 246–255.
- Кам’янець-Подільський. Туристичний путівник. — Львів: Центр Європи, 2003. — 320 с.
- Сакральна архітектура Кам’янця на Поділлі — Кам’янець-Подільський: Абетка, 2005. — 388 с., ISBN 966-682-261-X
- Кам’янець-Подільський. — К.: Абрис, 2004. — 256 с., іл.
- Замок у Скалі-Подільській // Пам’ятки України. — 2005. — № 2. — С. 43-53.
- Kamieniec Podolski. Przewodnik turystyczny. — Lwow: Centrum Europy, 2005. — 352 s.
- Спільні риси сакральної архітектури Волині і Поділля в XIV—XV ст. (до питання про готично-руський тип храму). — Релігія і церква в історії Волині. — Кременець, 2007. — С. 223—238
- Кам’янець-Подільський. Туристичний путівник. — Львів: Центр Європи, 2007. — 320 с.
- Еволюція середньовічного житла Кам’янця-Подільського в урбаністичному контексті. Автореф. дис. кандидата архітектури. — К., 2008. — 24 с.
- Церква-донжон в Сутківцях (До питання типології середньовічного оборонного будівництва Поділля) // Українська академія мистецтва. Дослідницькі та науково-методичні праці. — № 15. — К., 2008. — С. 155—169
- Ян де Вітте як цивільний архітектор //Українська академія мистецтва. Дослідницькі та науково-методичні праці. — № 16. — К., 2009. — С. 216—232.
- До питання методики дослідження стадіальності розвитку архітектурно-урбаністичних утворень. Архітектурна петрографія як метод верифікації будівельної періодизації об'єктів Кам’янця-Подільського // Сучасні проблеми дослідження, реставрації та збереження культурної спадщини. — К., 2009. — С. 255—268.
- Костьол Босих кармелітів у Кам’янці-Подільському. До питання авторства та будівельної періодизації // Сучасні проблеми дослідження, реставрації та збереження культурної спадщини. — К., 2010. — С. 164—175.
- До питання про розвиток мурованих фортифікацій Західної України у ІХ-ХІІІ ст. // Українська академія мистецтва. Дослідницькі та науково-методичні праці. — № 17. — К., 2010. — С. 208—217.
- Деякі аспекти хронології та типології Бережанського замку в контексті формування урбаністичної системи міста // Українська академія мистецтва. Дослідницькі та науково-методичні праці.- № 18. — К., 2011. — С. 257—270.
- Комплекс північно-західних прибрамних укріплень Старого замку в Кам’янці-Подільському //Українська академія мистецтва. Дослідницькі та науково-методичні праці. — № 19. — К., 2012. — С. 178—196.
- Castrum Camenecensis. Фортеця Кам’янець. — Кам’янець-Подільський: Абетка, 2012. — 672 с.[1]
- Романіка та готика в архітектурі Кам'янця-Подільського // Українська академія мистецтва. Дослідницькі та науково-методичні праці. Вип. 20. − К., 2013. − С. 146-161.
- Казус «предмету охорони» пам’ятки архітектури як методологічна проблема // Українська академія мистецтва. Дослідницькі та науково-методичні праці. Вип. 21. − К., 2013. − С. 133-146.
- Автентичність і достовірність: концепт і проблема архітектурної реставрації // Архітектурний вісник КНУБА.  - К.: КНУБА, 2014. - С. 83-92 (у співавторстві з З.В. Мойсеєнко).